# Ulrike Frank
Ulrike Frank (Stoccarda, 1º febbraio 1969) è un'attrice, cantante e modella tedesca.

## Biografia

### Carriera
Nel 2000, entra nel cast della soap opera Gute Zeiten, schlechte Zeiten, dove è tra gli interpreti principali nel ruolo di Katrin Flemming.
Nel 2014, posa per la rivista Playboy.

### Vita privata
È sposata dal 1999 con il compositore Marc Schubring.

## Filmografia parziale
- Verbotene Liebe - soap opera, 2 episodi (1998)
- Gute Zeiten, schlechte Zeiten - soap opera, 666+ episodi (2000-...)
- Hinter Gittern - serie televisiva, 5 episodi (2002)
- Emilia, regia di Henrik Pfeifer (2005)
- Squadra speciale Lipsia – serie televisiva (2009)